# Tour de Pequín 2014
El Tour de Pequín 2014 va ser la quarta i darrera edició del Tour de Pequín i la 29a i última de l'UCI World Tour 2014. Es disputà entre el 10 i el 14 d'octubre de 2014 sobre un recorregut de 764,5 km repartits entre 5 etapes pels voltants de Pequín.
La cursa va estar plena de contratemps des d'abans del seu començament. En els dies previs es van fer públics dos casos de dopatge per EPO que afectaven l'Astana Qazaqstan Team, els germans Valentin Iglinsky i Maxim Iglinsky. Això va fer que l'equip renunciés a participar en el Tour de Pequín seguint les normes del Moviment per un ciclisme creïble, que estableixen que un equip amb dos positius en un curt període no ha de participar en la següent cursa del World Tour. Durant la carrera, Beijing va ser afectat per importants problemes de contaminació, cosa que va provocar les queixes dels ciclistes i que la segona etapa fos escurçada.
El vencedor final fou el belga Philippe Gilbert| (BMC Racing Team), que s'imposà amb 3" d'avantatge a l'irlandès Daniel Martin (Garmin-Sharp) i en 9" al colombià Esteban Chaves (Orica-GreenEDGE), que alhora s'imposà en la classificació dels joves. En les classificacions secundàries Michał Gołaś (Omega Pharma-Quick Step) guanyà la classificació de la muntanya, Tyler Farrar (Garmin-Sharp) la dels punts i l'Orica-GreenEDGE la classificació per equips.

## Equips
| Núm.  | Codi | Equip                   |
| ----- | ---- | ----------------------- |
| 1-8   | MOV  | Movistar Team           |
| 11-18 | ALM  | AG2R La Mondiale        |
| 21-28 | BEL  | Belkin Pro Cycling Team |
| 31-38 | BMC  | BMC Racing Team         |
| 41-48 | CAN  | Cannondale              |
| 51-58 | FDJ  | FDJ                     |
| 61-68 | GRS  | Garmin-Sharp            |
| 71-78 | LAM  | Lampre-Merida           |
| 81-88 | LTB  | Lotto-Belisol           |

| Núm.    | Codi | Equip                   |
| ------- | ---- | ----------------------- |
| 91-98   | OPQ  | Omega Pharma-Quick Step |
| 101-108 | OGE  | Orica-GreenEDGE         |
| 111-118 | EUC  | Team Europcar           |
| 121-128 | GIA  | Giant-Shimano           |
| 131-138 | KAT  | Team Katusha            |
| 141-148 | SKY  | Team Sky                |
| 151-158 | TCS  | Team Tinkoff-Saxo       |
| 161-168 | TFR  | Trek Factory Racing     |

## Etapes
| Etapa | Data         | Recorregut                            | km    | Vencedor de l'etapa    | Líder de la general    | Ref.  |
| ----- | ------------ | ------------------------------------- | ----- | ---------------------- | ---------------------- | ----- |
| 1a    | 10 d'octubre | Chong Li - Zhangjiakou                | 167,0 | Luka Mezgec (SLO)      | Luka Mezgec (SLO)      | [ 6 ] |
| 2a    | 11 d'octubre | Chong Li - Yanqing                    | 111,0 | Philippe Gilbert (BEL) | Philippe Gilbert (BEL) | [ 7 ] |
| 3a    | 12 d'octubre | Yanqing - Qianjiandian                | 176,0 | Tyler Farrar (USA)     | Philippe Gilbert (BEL) | [ 8 ] |
| 4a    | 13 d'octubre | Yanqing - Miaofengshan                | 157,0 | Daniel Martin (IRL)    | Philippe Gilbert (BEL) | [ 9 ] |
| 5a    | 14 d'octubre | Plaça Tian'anmen - Bird's Nest Piazza | 117,0 | Sacha Modolo (ITA)     | Philippe Gilbert (BEL) | [ 1 ] |

## Classificació general
|    | Ciclista                 | Equip                   | Temps       |
| -- | ------------------------ | ----------------------- | ----------- |
| 1  | Philippe Gilbert (BEL)   | BMC Racing Team         | 17h 59' 57" |
| 2  | Daniel Martin (IRL)      | Garmin-Sharp            | + 3"        |
| 3  | Esteban Chaves (COL)     | Orica-GreenEDGE         | + 9"        |
| 4  | Rui Costa (POR)          | Lampre-Merida           | + 11"       |
| 5  | Sergey Chernetskiy (RUS) | Team Katusha            | + 23"       |
| 6  | Warren Barguil (FRA)     | Giant-Shimano           | + 23"       |
| 7  | Julián Arredondo (COL)   | Trek Factory Racing     | + 23"       |
| 8  | Rinaldo Nocentini (ITA)  | AG2R La Mondiale        | + 23"       |
| 9  | Rigoberto Urán (COL)     | Omega Pharma-Quick Step | + 23"       |
| 10 | Mikaël Cherel (FRA)      | AG2R La Mondiale        | + 26"       |

## Evolució de les classificacions
| Etapa | Vencedor         | Classificació general | Classificació per punts | Classificació de la muntanya | Classificació dels joves | Classificació per equips |
| ----- | ---------------- | --------------------- | ----------------------- | ---------------------------- | ------------------------ | ------------------------ |
| 1     | Luka Mezgec      | Luka Mezgec           | Luka Mezgec             | Tosh Van der Sande           | Caleb Ewan               | Giant-Shimano            |
| 2     | Philippe Gilbert | Philippe Gilbert      | Philippe Gilbert        | Tosh Van der Sande           | Jesús Herrada            | Omega Pharma-Quick Step  |
| 3     | Tyler Farrar     | Philippe Gilbert      | Tyler Farrar            | Michał Gołaś                 | Moreno Hofland           | Giant-Shimano            |
| 4     | Daniel Martin    | Philippe Gilbert      | Luka Mezgec             | Michał Gołaś                 | Esteban Chaves           | Orica-GreenEDGE          |
| 5     | Sacha Modolo     | Philippe Gilbert      | Tyler Farrar            | Michał Gołaś                 | Esteban Chaves           | Orica-GreenEDGE          |
| Final | Final            | Philippe Gilbert      | Tyler Farrar            | Michał Gołaś                 | Esteban Chaves           | Orica-GreenEDGE          |